# جسر على نهر درينا
جسر على نهر درينا ((بالصربية الكرواتية: Na Drini ćuprija) ، (بالسيريلية الصربية: На Дрини ћуприја) هي رواية تاريخية للكاتب اليوغوسلافي إيفو أندريتش. تدور أحداث المسلسل حول جسر محمد باشا سوكولوفيتش في فيشغراد، الذي يمتد على نهر درينا نهر ويقف شاهدا صامتا على التاريخ من بنائه من قبل العثمانيين في منتصف القرن ال16 حتى تدمير الجزئي خلال الحرب العالمية الأولى. تمتد القصة حوالي أربعة قرون وتغطي المهن العثمانية والنمساوية الهنغارية في المنطقة، مع التركيز بشكل خاص على حياة ومصائر وعلاقات السكان المحليين، ولا سيما الصرب والبوسنيون (البوشناق).
كان أندريتش سفير يوغوسلافيا لدى ألمانيا من عام 1939 إلى عام 1941، خلال السنوات الأولى من الحرب العالمية الثانية، واعتقله الألمان في أبريل 1941، في أعقاب غزو المحور ليوغوسلافيا. في يونيو 1941، سُمح له بالعودة إلى بلغراد التي تحتلها ألمانيا، لكنه احتُجز في شقة أحد الأصدقاء في ظروف يشبهها البعض بالإقامة الجبرية. كانت الرواية واحدة من ثلاث روايات كتبها أندريه على مدى السنوات القليلة القادمة. تم نشر الثلاثة في تتابع قصير في عام 1945، بعد تحرير بلغراد من النازيين. تم نشر الجسر على نهر درينا في شهر مارس اذار من ذلك العام حصلت على شهرة واسعة النطاق.
في عام 1961، حصل أندريتش على جائزة نوبل في الأدب وأصبحت أعماله خاضعة للاعتراف الدولي. يظل الجسر على نهر درينا أشهر أعمال أندريه. المخرج الصربي أمير كوستوريكاخطط لصنع مدينة صغيرة سينمائية تخلد الرواية، والذي كان قد شيد بلدة وهمية سميت أندريتش ليس بعيدا عن الجسر الذي أعيد بناؤها بعد الحرب العالمية الأولى، وقد أعلن موقع التراث العالمي من قبل اليونسكو.

## ملخص

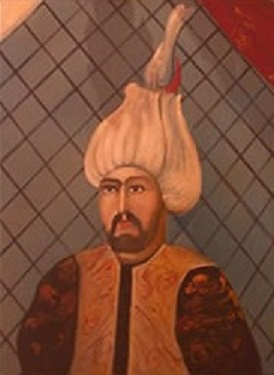
محمد باشا سوكولوفيتش

أخذ العثمانيون صبيًا صربيًا صغيرًا من محيط بلجراد من والدته كجزء من ضريبة الجزية، وهو واحد من العديد من الأولاد المسيحيين الذين عانوا من هذا المصير خلال احتلال الإمبراطورية العثمانية لـ البلقان الذي دام 500 عام. تتبع والدة الصبي ابنها وهو يبكي حتى تصل إلى نهر درينا، حيث يتم اصطحابه عبر العبارة ولم يعد بإمكانها المتابعة. تحول الصبي الصغير إلى الإسلام ولقب بالاسم التركي محمد، وأصبح معروفًا باسم محمد باشا سوكولوفيتش. ارتقى في الرتب العسكرية العثمانية وأصبح عند سن الستين الوزير الأعظم، وهو المنصب الذي شغله لمدة خمسة عشر عامًا. خلال الفترة التي قضاها في منصب الوزير الأعظم، عمل تحت قيادة ثلاثة سلاطين وأشرف على توسع الإمبراطورية العثمانية في أوروبا الوسطى. لا يزال يطارده ذكرى اقتياده بالقوة من والدته ويأمر ببناء جسر في الجزء من النهر حيث انفصل الاثنان.
بدأ بناء الجسر في عام 1566، وبعد خمس سنوات تم الانتهاء من الجسر مع كارافانسيراي (أو هان). يحل الجسر محل وسيلة النقل غير الموثوقة التي كانت في يوم من الأيام الوسيلة الوحيدة لعبور النهر، وأصبح يمثل حلقة وصل مهمة بين البوسنة وبقية الإمبراطورية العثمانية. تم بناء الجسر من قبل المرتزقة والعبيد، الذين ينظمون إضرابات متقطعة وتخريب موقع البناء احتجاجًا على ظروف العمل السيئة. يرد العثمانيون على ذلك بقسوة، ويلقون القبض على الشخص المخرب ويت معاقبته.
الجسر أوسع عند الجزء الأوسط، المعروف باسم البوابة (أو كابيجا)، ويصبح هذا القسم مكانًا شعبيا للقاء. تأتي كل لحظة مهمة في حياة السكان المحليين تدور حول الجسر، حيث يعبره الأطفال المسيحيون ليصلوا إلى الضفة المقابلة، ويلعب الأطفال من جميع الأديان حوله. مع تقدم الوقت، تتطور الأساطير حول تاريخ الجسر. يتحدث السكان المحليون عن رضيعين مسيحيين دفنا أحياء داخل الجسر لتهدئة الجنيات (الحقيرة) التي أحبطت بنائه. إنهم ينظرون إلى فتحتين على جانب الجسر كأماكن تأتي فيها أمهات الرضع لإرضاعهم أثناء دفنهم. وبعد نحو قرن من الزمان، تسترد مملكة هابسبورغ الكثير من أوروبا الوسطى وشمال البلقان من العثمانيين، مما تسبب في أزمة داخل الإمبراطورية. نظرا لعدم وجود أموال الدولة، وتم التخلي عن الخان.
من ناحية أخرى، يقف الجسر لقرون دون صيانة بسبب جودة بنائه. بينما سكان بلجراد- الأتراك، الصرب، يهود السفارديم، وروما - وقفوا تضامنا مع بعضهم البعض أثناء الفيضانات المتواترة لنهر درينال. نشأت التوترات القومية الأولى في القرن التاسع عشر، مع اندلاع الانتفاضة الصربية الأولى في وسط صربيا الحالية. قام الأتراك ببناء حصن على الجسر وزينوه بأوتاد يعلقون عليها رؤوس المتمردين المشتبه بهم. في إحدى الأمسيات، احترق المبنى. في العقود التالية، مع استمرار تدهور الإمبراطورية العثمانية، عصف الطاعون بالبوسنة. بعد مؤتمر برلين عام 1878، أصبحت صربيا والجبل الأسود دولتين مستقلتين تمامًا. بعد ذلك حصلت النمسا-المجر على حق احتلال البوسنة والهرسك وتحويلها إلى مستوطنة.
يأتي الاحتلال بمثابة صدمة لسكان المدينة، التي ظلت دون تغيير إلى حد كبير منذ وقت الانتهاء من الجسر، ويواجه السكان المحليون صعوبات في قبول التغييرات والإصلاحات العديدة التي رافقت الحكم النمساوي المجري. تم بناء ثكنة في موقع كارافانسراي وتواجه المدينة تدفقًا كبيرًا من الأجانب. يصل الأشخاص من جميع أنحاء النمسا والمجر، ويفتحون أعمالًا تجارية جديدة ويحضرون معهم عادات مناطقهم الأصلية. تم بناء خط سكة حديدية ضيق إلى سراييفو ويفقد الجسر الكثير من أهميته الإستراتيجية. يبدأ الأطفال المحليون في التعليم في سراييفو، ويستمر البعض في مواصلة دراستهم في فيينا. يجلبون إلى الوطن أفكارًا اجتماعية وثقافية جديدة من الخارج، من بينها مفاهيم النقابات العمالية والاشتراكية، بينما تُعرّف الصحف المنشأة حديثًا سكان المدينة بالقومية. اشتعلت التوترات بعد اغتيال الإمبراطورة إليزابيث من النمسا عام 1898. في عام 1908، ضمت النمسا-المجر رسميًا البوسنة والهرسك، مما أثار توترات مع صربيا، والتي يعتبرها النمساويون المجريون عقبة خطيرة أمام غزوهم الإضافي لمنطقة البلقان. شهدت حروب البلقان في 1912-1913 إجبار معظم العثمانيين على مغادرة المنطقة بشكل كامل، وتدهورت العلاقات بين النمسا والمجر وصربيا بشكل كبير. كما تم اهمال أهمية الجزء الأوسط من الجسر، حيث أصبح السكان من الأعراق المختلفة مرتابين وحذرين من بعضهم البعض.
في يونيو 1914، اغتال الطالب الصربي البوسني جافريلو برينسيب الأرشيدوق فرانز فرديناند في سراييفو، مما أدى إلى سلسلة من الأحداث التي أدت إلى اندلاع الحرب العالمية الأولى. أعلنت النمسا والمجر الحرب على صربيا، وبدأت السلطات المحلية في تحريض سكان بلجراد غير الصربيين ضد سكان البلدة الصرب. ثم يستعيد الجسر مع الطريق القديم المؤدي إلى سراييفو أهميته فجأة، حيث أن خط السكة الحديد غير كافٍ لنقل جميع العتاد والجنود الذين يستعدون لمهاجمة صربيا في خريف عام 1914. تم صد الغزو النمساوي المجري بسرعة وتقدم الصرب عبر نهر درينا، مما دفع النمساويين المجريين إلى إخلاء بلجراد وتدمير أجزاء من الجسر.

## الكتابة والنشر

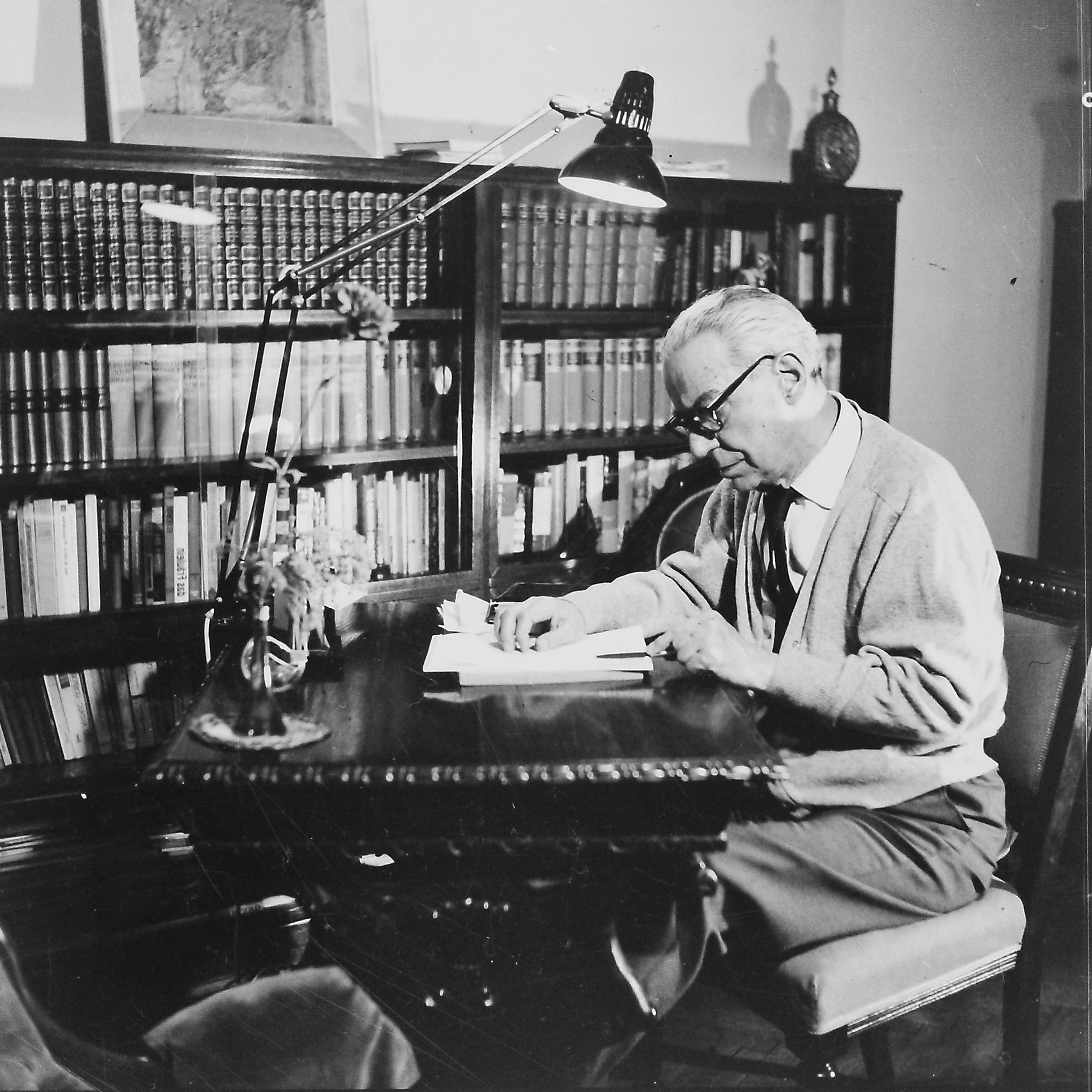
أندريتش في مكتبه الخاص

كان إيفو أندريتش أشهر شخصية أدبية وأكثرها نجاحًا في يوغسلافيا، وحصل على جائزة نوبل في الأدب عام 1961. ولد لأبوين «أنتون أندريتش وكاتارينا بيجيتش» بالقرب من ترافنيك في 9 أكتوبر 1892، لكنه أمضى معظم طفولته في مدينة بلجراد. قضى سنواته التكوينية في ظل المعلم والأثر الأكثر تميزًا في المدينة، جسر محمد باشا سوكولوفيتش. عندما كان طفلاً، كان أندريتش يلعب في جواره وسمع الأساطير المحيطة به وراعيها محمد باشا سوكولوفيتش. وُلد سوكولوفيتش لعائلة من صرب البوسنة في ضواحي المدينة، وقد اختطفه العثمانيون عندما كان طفلاً كجزء من الضريبة المفروضة على الرعايا المسيحيين، وتم نقلهم إلى إسطنبول وإدخالهم في سجون من السلك الشائك. على الرغم من ذلك، ظل على اتصال بأسرته المسيحية، وفي عام 1557، تم إقناع الباب العالي بمنح الكنيسة الأرثوذكسية الصربية الحكم الذاتي.
بدأت مسيرة أندريو الأدبية في عام 1911، وقبل اندلاع الحرب العالمية الأولى، نشر عددًا من القصائد والمقالات والمراجعات، كما ترجم أعمال الكتاب الأجانب. في السنوات التي سبقت الحرب، انضم إلى عدد من الحركات الطلابية في جنوب سلاف التي تدعو إلى إنهاء الاحتلال النمساوي المجري للبوسنة والهرسك. كان أيضًا صديقًا مقربًا لـ مؤسس الحركة. في أواخر يوليو أو أوائل أغسطس 1914، اعتقل النمساويون المجريون أندريتش لصلاته بقتلة فرانز فرديناند. قضى الكثير من الحرب العالمية الأولى في الأسر، ولم يطلق سراحه إلا في يوليو 1917، بعد أن أعلن الإمبراطور تشارلز عفوًا عامًا عن السجناء السياسيين. في عام 1920، دخل أندريتش الخدمة الدبلوماسية لمملكة الصرب والكروات والسلوفينيين التي تم إنشاؤها حديثًا (أعيدت تسميتها لاحقًا يوغوسلافيا) ونشر قصة قصيرة بعنوان الجسر على زيبا، والتي كان من المفترض أن تكون بمثابة نموذج أولي للجسر على نهر درينا، في عام 1925. في عام 1939، تم تعيينه سفيراً ليوغوسلافيا في ألمانيا، والتي استمرت في قيادة غزو بلاده في أبريل 1941، في السياق الأوسع للحرب العالمية الثانية. تم القبض على أندريتش وموظفيه من قبل الألمان بعد الغزو. في يونيو 1941، سُمح له بالعودة إلى بلغراد. تقاعد أندريتش من السلك الدبلوماسي وحصره الألمان في شقة أحد أصدقائه، حيث عاش في ظروف شبّهها بعض كتاب السيرة بالإقامة الجبرية. على مدى السنوات الثلاث التالية، ركز على كتاباته وتفكر في تفكك يوغوسلافيا، التي أصبحت مسرحًا لحرب أهلية وحشية بين الأعراق في أعقاب الغزو.
تمت كتابة الجسر على نهر درينا بين يوليو 1942 وديسمبر 1943. وقد تم الحفاظ على مخطط من خمسين صفحة للرواية، وكذلك الملاحظات البحثية لأندريتش. في مارس 1945، أصبح العنوان الأول الذي أصدرته دار النشر المملوكة للدولة بروسفيتا، كجزء من سلسلة بعنوان (كتاب جنوب السلاف). تم بيع الطبعة الأولى، التي يبلغ عددها حوالي 5000 نسخة، بحلول نهاية ذلك العام. كانت واحدة من ثلاث روايات نشرها أندريتش في عام 1945، والروايات الأخرى هي ترافنيك رونكل (الصربية الكرواتية: Travnička hronika) والسيدة من سراييفو (الصربية الكرواتية: Gospođica)، في سبتمبر ونوفمبر 1945، على التوالي. تم نشر ما مجموعه خمس طبعات من جسر على نهر درينا خلال السنوات الأربع التالية. لم تحظ أعمال أندريش باعتراف دولي إلا بعد حصوله على جائزة نوبل، ثم تُرجمت إلى عشرات اللغات بعد ذلك. تمت ترجمة الرواية إلى اللغة الإنجليزية قبل عدة سنوات من قبل لوفيت إف إدواردز، في عام 1959.

## النمط
تزامن إطلاق الرواية مع نهاية الحرب العالمية الثانية، فضلاً عن الجهود الحزبية لتعزيز أسلوب الواقعية الاشتراكية، التي تجسدها صور «السعادة السطحية» التي تمجد قيم الشيوعية.  النقيض من ذلك، كتب أستاذ الدراسات السلافية ديفيد أ. نوريس، «البوسنة في راي أندريتش غالبًا ما تكون عالمًا مظلمًا عبر هياكل سردية عميقة ومعقدة».  لم يعرب أندريتش علنًا أبدًا عن تعاطفه مع الشيوعية، وتناولت أعماله بشكل صريح أسئلة مثيرة للجدل حول الهوية الوطنية في الوقت الذي كان فيه الشيوعيون يروجون لفكرة الاخوة والوحدة بين مختلف الشعوب اليوغوسلافية. يعتقد المؤرخ الأدبي أندرو ب. واشتل أن تركيز الجسر على درينا على الماضي البعيد قد سمح أندريتش بمعالجة القضايا الاجتماعية والسياسية والدينية المعاصرة دون أن يفضح علنًا النظام الدقيق للتسامح بين الأعراق الذي أنشأه الشيوعيون في هذا المنصب فترة الحرب. 
مثل كل أعمال أندريتش تقريبًا، كُتب الكتاب في الأصل باللغة الصربية السيريلية.   تستخدم الشخصيات لهجة إيجيافي للغة الصربية الكرواتية التي يتحدث بها بشكل أساسي غرب درينا، بينما يستخدم الراوي لهجة إيكافيان التي يتم التحدث بها بشكل أساسي في صربيا.  هذا انعكاس لميول أندريه اللغوية الخاصة، حيث أنه تخلى عن إيجيافيان كتابةً وتحدثًا وعاد إلى إيكافيان عندما انتقل إلى بلغراد في أوائل العشرينات.  مقاطعتا الحوار والسرد مملوءة بالكلمات التركية أو العربية أو الفارسية الأصل التي وجدت طريقها إلى اللغات السلافية الجنوبية تحت الحكم العثماني.  تنتشر التركيات بشكل كبير حتى أن عنوان الرواية يحتوي على واحد: كلمة Ćriuprija ، مشتقة من الكلمة التركية köprü ، والتي تعني الجسر.  يوجد أيضًا العديد من الكلمات من أصل ألماني ولادني، والتي تعكس الظروف التاريخية والسياسية للفترة الزمنية الموصوفة في الرواية. 

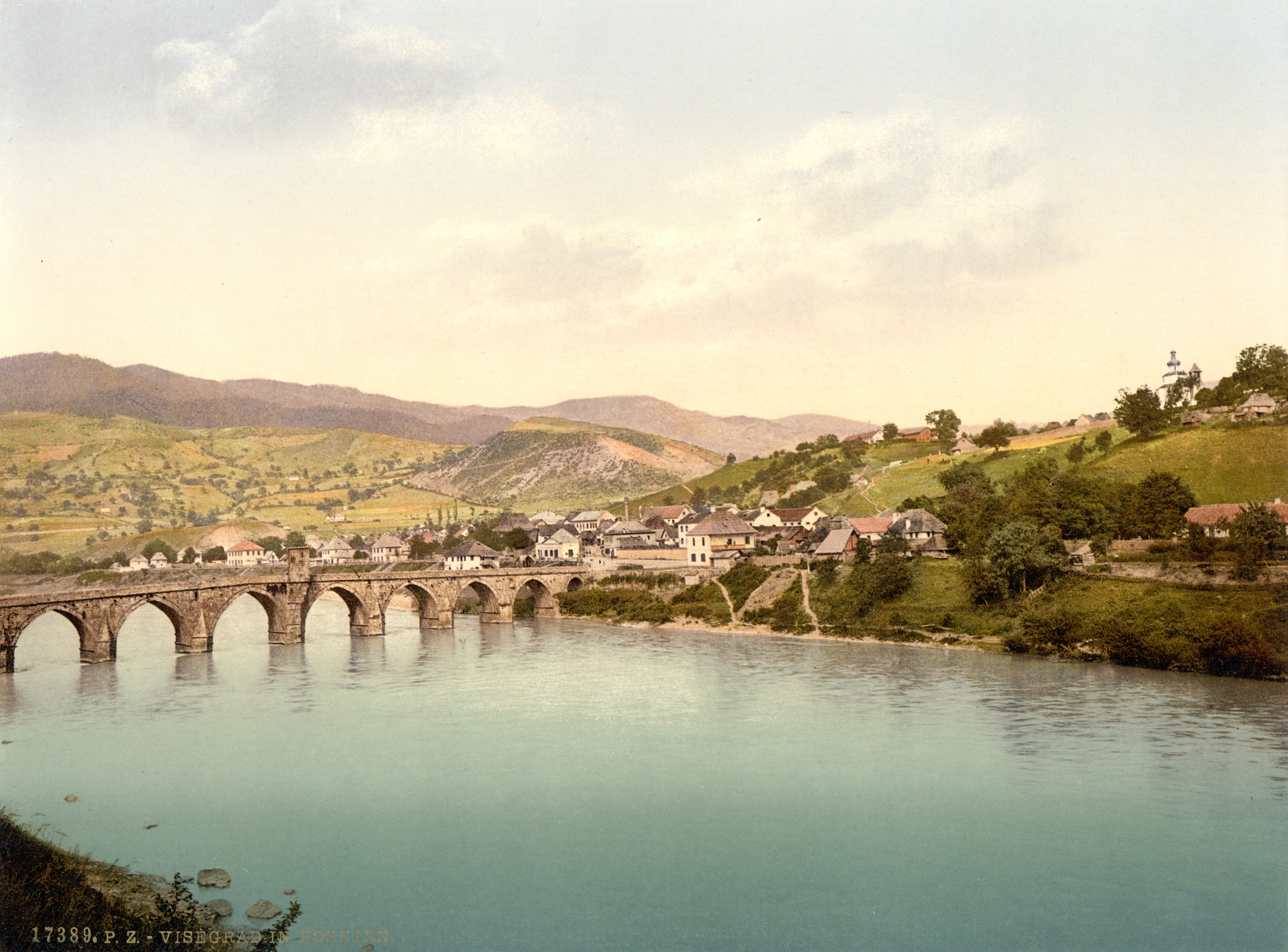
جسر محمد باشا سوكولوفيتش فوق نهر درينا ، فيشيغراد. 1900

## الاستقبال والتركة

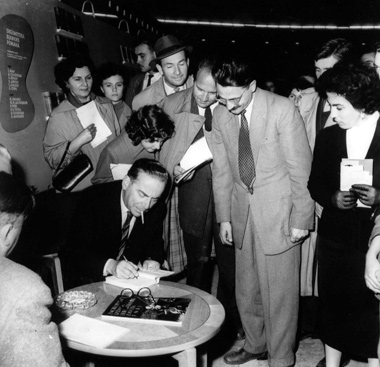
أندريه يوقع كتبًا في معرض بلغراد للكتاب

حققت الروايات الثلاث التي نشرها أندريتش في عام 1945 نجاحًا فوريًا.  تم التعرف على الجسر على نهر درينا على الفور ككلاسيكي من قبل المؤسسة الأدبية اليوغسلافية.  لعبت الرواية دورًا مهمًا في تشكيل سمعة أندريتش في عصر تيتو باعتبارها تجسيدًا للأدب اليوغوسلافي، «مكافئًا حيًا لنجويوس».  منذ نشرها في عام 1945 وحتى تفكك يوغوسلافيا في 1991-1992، كانت الرواية مطلوبة للقراءة في المدارس الثانوية اليوغوسلافية. 
كانت الأهمية الأدبية والتاريخية للرواية مفيدة في إقناع الأكاديمية السويدية بمنح جائزة أندريه نوبل.  في مقدمته لخطاب قبول أندريتش أحاط عضو الأكاديمية الملكية السويدية للعلوم جوران ليلجيستراند بالأهمية الرمزية للجسر ووصف أندريتش بأنه قوة موحدة. وقال ليلجستراند: «كما جمع الجسر الواقع على نهر درينا بين الشرق والغرب، فإن عملك قد عمل كحلقة وصل، حيث يجمع بين ثقافة بلدك وأجزاء أخرى من الكوكب.»  بعد وفاة أندريتش في عام 1975، كتب الروائي السلوفيني إيفان بوترو نعي يمتدح على جائزة نوبل. «لم يكتب أندريه الجسر على نهر درينا»، علق بوتري. «لقد بنى، وسيبني وسيواصل بناء الجسور بين شعوبنا والقوميات». 
يصف باترسون «الجسر على نهر درينا» بأنه عمل لا غنى عنه تظهر مواضيعه ونماذجه - السخرة والغزو والضم والنزوح - بشكل متكرر في قصص القرن العشرين اللاحقة.  أصبحت مدينة فيشيجراد ومواقعها التاريخية شائعة في جميع أنحاء يوغوسلافيا نتيجة للرواية، التي يدين بها جسر محمد باشا سوكولوفيتش.  قرأ الجسر على نهر درينا على نطاق واسع من قبل العلماء الغربيين والمراسلين وصانعي السياسات في خضم الحروب اليوغوسلافية في التسعينيات، واستشهد بها أحيانًا كواحد من أهم نصين كتب على الإطلاق عن البلقان، والآخر هو ريبيكا ويست. ق 1941 كتاب سفر أسود لامب ورمادي فالكون .  تم الاعتراف بالجسر كموقع للتراث العالمي من قبل اليونسكو في عام 2007.  في عام 2011، بدأ المخرج الصربي أمير كوستوريكا بناء مدينة وهمية تسمى أندريغراد في محيط الجسر.  افتتح أندريغراد رسميًا في 28 يونيو 2014، في الذكرى المئوية لاغتيال فرانز فرديناند.  يعتزم كوستوريكا استخدامه كمجموعة للتصوير السينمائي في المستقبل .  في عام 2019، نقل البابا فرانسيس مقطعًا من الرواية في مؤتمر صحفي بالرباط بالمغرب بينما كان ينادي بالود والتوافق بين الأمم. 
[بحاجة لمصدر][بحاجة لمصدر][بحاجة لمصدر]

## روابط خارجية
- جسر على نهر درينا على موقع الموسوعة البريطانية (الإنجليزية)